# Calliostoma nobile
Calliostoma nobile is een slakkensoort uit de familie van de Calliostomatidae. De wetenschappelijke naam van de soort is voor het eerst geldig gepubliceerd in 1922 door Hirase.